# 沃林达文
沃林达文也译为维伦达林，意义为“众林”，是印度北方邦马图拉县的一座城镇，传说为神祇黑天童年生活的地方，城市里建有超过4000所供奉黑天的庙宇，是一座印度教圣城。该城还被认为是印度的一座“寡妇之城”。按照印度教传统，失去丈夫的女人不得再嫁。最初一些寡妇来到该地的黑天庙宇里安顿下来，表示愿意终身侍奉这位神祇。久而久之便形成了传统。